# العلاقات البولندية الزامبية
العلاقات البولندية الزامبية هي العلاقات الثنائية التي تجمع بين بولندا وزامبيا.

## مقارنة بين البلدين
هذه مقارنة عامة ومرجعية للدولتين:
| وجه المقارنة                                              | بولندا                                                                             | زامبيا                         |
| --------------------------------------------------------- | ---------------------------------------------------------------------------------- | ------------------------------ |
| المساحة (كم2)                                             | 312.68 ألف                                                                         | 752.62 ألف                     |
| عدد السكان (نسمة)                                         | 38.43 مليون                                                                        | 17.09 مليون                    |
| الكثافة السكانية (ن./كم²)                                 | 122.91                                                                             | 22.71                          |
| العاصمة                                                   | وارسو                                                                              | لوساكا                         |
| اللغة الرسمية                                             | اللغة البولندية                                                                    | لغة إنجليزية                   |
| العملة                                                    | زلوتي بولندي                                                                       | كواشا زامبي، كواشا زامبي قديم ‏ |
| الناتج المحلي الإجمالي (بليون دولار)                      | 524.51 مليار                                                                       | 25.81 مليار                    |
| الناتج المحلي الإجمالي (تعادل القوة الشرائية) بليون دولار | 1.02 تريليون                                                                       | 62.18 مليار                    |
| الناتج المحلي الإجمالي الاسمي للفرد دولار أمريكي          | 12.55 ألف                                                                          | 1.30 ألف                       |
| الناتج المحلي الإجمالي للفرد دولار أمريكي                 | 26.14 ألف                                                                          | 3.90 ألف                       |
| مؤشر التنمية البشرية                                      | 0.843                                                                              | 0.586                          |
| رمز المكالمات الدولي                                      | +48                                                                                | +260                           |
| رمز الإنترنت                                              | .pl                                                                                | .zm                            |
| المنطقة الزمنية                                           | توقيت وسط أوروبا، ت ع م+01:00، ت ع م+02:00، أوروبا/وارسو ‏، توقيت وسط أوروبا الصيفي | ت ع م+02:00                    |

## مدن متوأمة
في ما يلي قائمة باتفاقيات التوأمة بين مدن بولندية وزامبية:
- ترتبط بياويستوك مع لوساكا باتفاقية توأمة منذ 22 يونيو 2013.[15][15][15][15]

## منظمات دولية مشتركة
يشترك البلدان في عضوية مجموعة من المنظمات الدولية، منها:
| علم المنظمة | اسم المنظمة                        | تاريخ انضمام بولندا | تاريخ انضمام زامبيا |
| ----------- | ---------------------------------- | ------------------- | ------------------- |
|             | صندوق النقد الدولي                 | ?                   | ?                   |
|             | البنك الدولي للإنشاء والتعمير      | 27 يونيو 1986       | 23 سبتمبر 1965      |
|             | يونسكو                             | 6 نوفمبر 1946       | 9 نوفمبر 1964       |
|             | الاتحاد البريدي العالمي            | 1 مايو 1919         | ?                   |
|             | منظمة التجارة العالمية             | 1 يوليو 1995        | ?                   |
|             | وكالة ضمان الاستثمار متعدد الأطراف | 29 يونيو 1990       | 6 يونيو 1988        |
|             | الاتحاد الدولي للاتصالات           | 1921                | 23 أغسطس 1965       |
|             | منظمة الشرطة الجنائية الدولية      | ?                   | ?                   |
|             | مؤسسة التمويل الدولية              | 29 ديسمبر 1987      | 23 سبتمبر 1965      |
|             | الأمم المتحدة                      | 24 أكتوبر 1945      | 1 ديسمبر 1964       |
|             | مؤسسة التنمية الدولية              | 28 أكتوبر 1960      | 23 سبتمبر 1965      |
|             | منظمة حظر الأسلحة الكيميائية       | ?                   | ?                   |

## وصلات خارجية
- موقع وزارة الخارجية البولندية